# Зенит-3SLБФ
«Зенит-3SLБФ» (Зенит-2SБ80 c РБ Фрегат-СБ, или Зенит-3Ф) — украинская ракета-носитель среднего класса, семейства «Зенит». Является модификацией ракеты-носителя «Зенит-3SLБ», в состав которой входит модифицированная ракета-носитель «Зенит-2SБ» и разгонный блок Фрегат-СБ.

## Список пусков
| № п/п | Дата            | Космодром / Стартовый комплекс | Ракета-носитель | Полезная нагрузка (тип) | Результат |
| ----- | --------------- | ------------------------------ | --------------- | ----------------------- | --- |
| 1     | 20 января 2011  | Байконур 45/1                  | Зенит-3SLБФ     | Электро-Л               | Успех (впервые запущена модификация РН «Зенит» с разгонным блоком «Фрегат-СБ». В состав «Зенит-3SLБФ» входят РН «Зенит-2SБ80» (первая и вторая ступени) и головная часть с РБ «Фрегат-СБ») |
| 2     | 18 июля 2011    | Байконур 45/1                  | Зенит-3SLБФ     | Спектр-Р                | Успех |
| 3     | 11 декабря 2015 | Байконур 45/1                  | Зенит-3SLБФ     | Электро-Л               | Успех |
| 4     | 26 декабря 2017 | Байконур 45/1                  | Зенит-3SLБФ     | Ангосат-1               | Успех |